# Liste von Persönlichkeiten der TU München
Auf dieser Liste finden sich ehemalige und gegenwärtige bekannte Angehörige der Technischen Universität München (TUM).
| Name                                               | Tätigkeit | Verbindung zur TUM |  |
| -------------------------------------------------- | --- | --- |  |
| A                                                  | | |  |
| Gerhard Abstreiter (* 1946)                        | Halbleiterphysiker | Professor |  |
| Ann-Kristin Achleitner (* 1966)                    | Wirtschaftswissenschaftlerin, Wagniskapitalgeberin                                                                                 | Professorin |  |
| Reem Almannai (* 1979)                             | Architektin | ^^ |  |
| B                                                  | | |  |
| Isaak Bacharach (1854–1942)                        | Mathematiker | Student |  |
| Ali Müfit Bahadır (* 1947)                         | Chemiker | Habilitand |  |
| Manfred Bandmann (* 1947)                          | Bauingenieur | Honorarprofessor |  |
| Ivo Barão (* 1986)                                 | Architekt | Gastprofessor bei Uta Graff |  |
| Friedrich L. Bauer (1924–2015)                     | Mathematiker | Professor (1963–1989) |  |
| Karlheinz Bauer (* 1928)                           | Bauingenieur, Bauunternehmer | Student |  |
| Thomas Bauer (* 1955)                              | Bauunternehmer | Honorarprofessor |  |
| Karl Maximilian von Bauernfeind (1818–1894)        | Ingenieur, Geodät | Leiter der Polytechnischen Schule (1868–1874, 1880–1889) |  |
| Rudolf Bayer (* 1939)                              | Informatiker, Erfinder des B-Baums                                                                                                 | Professor |  |
| Andreas von Bechtolsheim (* 1955)                  | Informatiker, Investor von Google, Mitgründer von Sun Microsystems                                                                 | Student |  |
| Liesel Beckmann (1914–1965)                        | Betriebswirtin | Professorin |  |
| Roland Berger (* 1937)                             | Unternehmer, Politik-/Unternehmensberater                                                                                          | Lehrbeauftragter, Hochschulrat |  |
| German Bestelmeyer (1874–1942)                     | Architekt | Student, Professor |  |
| Peter Biedermann (* 1926)                          | Architekt und Hochschullehrer | Student von 1949 bis 1953 |  |
| Konrad Bloch (1912–2000)                           | Biochemiker, Nobelpreis für Physiologie oder Medizin (1964)                                                                        | Student (Chemie) |  |
| Harald von Boehmer (1942–2018)                     | Louis-Jeantet Preis für Medizin (1990)                                                                                             | Ehrendoktor |  |
| Paul Bonatz (1877–1956)                            | Architekt | Student |  |
| Werner Böninger (* 1929)                           | Architekt | Student von 1949 bis 1953 |  |
| Stephan Braunfels (* 1950)                         | Architekt | Student |  |
| Ella Briggs (1880–1977)                            | Architektin | Studentin |  |
| Norbert Brock                                      | Kettering-Preis (1995) | Ehrendoktor |  |
| Manfred Broy (* 1949)                              | Informatiker | Doktorand, Professor |  |
| Joachim Bublath (* 1943)                           | Physiker | Doktorand |  |
| Peter Buddeberg (1927–2011)                        | Architekt und Hochschullehrer | Student von ? bis 1954 |  |
| Roland Bulirsch (1932–2022)                        | Mathematiker | Student, Doktorand, Professor |  |
| Karl Busch (1929–2025)                             | Ingenieur | Student (Maschinenbau), Stifter, Ehrensenator |  |
| Paul Busching (1877–1945)                          | Wohnungsreformer | Professor |  |
| C                                                  | | |  |
| Constantin Cândea (1887–1971)                      | Chemiker | Student |  |
| Gerhard Czerwenka (* 1909)                         | Ingenieur | ordentlicher Professor 1964–1978 |  |
| Samantha Cristoforetti (* 1977)                    | Astronautin | Studentin |  |
| D                                                  | | |  |
| Ernst Deck (1905–1993)                             | Lehrauftrag für das Gebiet Baumaschinen                                                                                            | Honorarprofessor |  |
| Johann Deisenhofer (* 1943)                        | Biochemiker, Nobelpreis für Chemie (1988)                                                                                          | Student (Physik) |  |
| Ernst Denert (* 1942)                              | Informatiker, Unternehmer (sd&m)                                                                                                   | Honorarprofessor (Informatik), Stifter |  |
| Hannelore Deubzer (* 1954)                         | Architektin | Professorin (Architektur) |  |
| Wilfried Diebschlag (1938–2004)                    | Mediziner, Bauingenieur | Professor |  |
| Rudolf Diesel (1858–1913)                          | Maschinenbauingenieur, Erfinder des Dieselmotors                                                                                   | Student (Maschinenbau) |  |
| Herbert Diess (* 1958)                             | Manager (Vorstandsvorsitzender Volkswagen AG)                                                                                      | Student (Maschinenbau), Doktorand |  |
| Walter Dolch (1894–1970)                           | Maler, Kunsterzieher und Gymnasialprofessor                                                                                        | Student |  |
| Siegfried Donhauser (1927–2022)                    | Brauereitechnologe | Professor |  |
| Werner Dollinger (1918–2008)                       | Bundesminister (1966–1969, 1982–1987)                                                                                              | Student (Wirtschaftswissenschaften) |  |
| Claude Dornier (1884–1969)                         | Flugzeugbauer | Student (Maschinenbau) |  |
| Martin Dülfer (1859–1942)                          | Jugendstil-Architekt | Student (Architektur) |  |
| E                                                  | | |  |
| Heinrich Ebner (* 1939)                            | Photogrammeter | Professor |  |
| Monika Ehling-Schulz (* 1968)                      | Professorin, Mikrobiologin, Biotechnologin, Agrar- und Gartenbauwissenschaftlerin, Philosophin                                     | Studentin Agrar- und Gartenbauwissenschaften am WZW (1988–1994); Studentin Biotechnologie (1994–1996); Post-Doktorandin am Lehrstuhl für Mikrobiologie des FML (2001–2003); Forschungsgruppe am Lehrstuhl für Mikrobiologie des FML (2003–2008); Gastdozentin am ZIEL (2008–) |  |
| Fritz Eichbauer (1928–2025)                        | Bauingenieur, Bauunternehmer | Student (Bauingenieurwesen) |  |
| Manfred Eigen (1927–2019)                          | Biophysiker, ehem. Direktor des Max-Planck-Instituts für biophysikalische Chemie in Göttingen                                      | Ehrendoktor |  |
| Josef van Eimern (1921–2008)                       | Meteorologe, ehem. Ordinarius für Bioklimatologie an die Georg-August-Universität Göttingen                                        | Privatdozent, Prof. em. |  |
| Hans Eisenmann (1923–1987)                         | Landwirtschaftsminister | Student (Landwirtschaft) |  |
| Josef Elfinger (1911–1988)                         | Architekt, Denkmalschützer | Student zw. 1931 und 1935 |  |
| Martin Elsaesser (1884–1957)                       | Architekt | Student, Professor |  |
| Richard R. Ernst (1933–2021)                       | Chemiker, Nobelpreis für Chemie (1991)                                                                                             | Ehrendoktor |  |
| Christine Ertel (1953–2015)                        | Bauforscherin | Studentin |  |
| Gerhard Ertl (* 1936)                              | Physiker, Nobelpreis für Chemie (2007)                                                                                             | Doktorand, Habilitand |  |
| F                                                  | | |  |
| Eugen Fick (1926–2009)                             | Physiker | Habilitand |  |
| Richard Finsterwalder (1899–1963)                  | Geodät | Student, Professor |  |
| Rüdiger Finsterwalder (* 1930)                     | Kartograph | Student, Professor |  |
| Sebastian Finsterwalder (1862–1951)                | Mathematiker, Geodät | Professor |  |
| Ulrich Finsterwalder (1897–1988)                   | Bauingenieur | Student |  |
| Ernst Otto Fischer (1918–2007)                     | Chemiker, Nobelpreis für Chemie (1973)                                                                                             | Student, Professor (Chemie) |  |
| Hans Fischer (1881–1945)                           | Chemiker, Nobelpreis für Chemie (1930)                                                                                             | Professor (Chemie) |  |
| Sighart Fischer                                    | Physiker | ab 1974 ordentlicher Professor für Theoretische Physik |  |
| Theodor Fischer (1862–1938)                        | Architekt | Student, Professor |  |
| Florian Fischer-Almannai (* 1977)                  | Architekt, Universitätsprofessor                                                                                                   | Student (?–2004), wissenschaftlicher Mitarbeiter bei Dietrich Fink (2007–2013) und Gastprofessor bei Hannelore Deubzer (2020–2021) |  |
| August Föppl (1854–1924)                           | Ingenieur | Professor |  |
| G                                                  | | |  |
| Michael Gaenßler (* 1942)                          | Architekt, Professor | Student (Architektur) |  |
| Thomas Ganswindt (* 1960)                          | Maschinenbauingenieur, Manager | Ehrendoktor |  |
| Theodor Ganzenmüller (1864–1937)                   | Maschinenbauingenieur, Brauereitechniker                                                                                           | Student (Maschinenbau), Professor |  |
| Ludwig Geith (1926–1999)                           | Architekt | Student (Architektur) |  |
| Heinrich Gerber (1832–1912)                        | Bauingenieur, Erfinder des Gerberträgers                                                                                           | Student, Ehrendoktor |  |
| Werner Giggenbach (1937–1997)                      | Geochemiker, Geologe und Vulkanologe                                                                                               | Student, Doktorand |  |
| Wolfgang Gläser (1933–2023)                        | Physiker | Professor |  |
| Ernst Gotthardt (1908–1976)                        | Photogrammeter | Professor |  |
| Uta Graff (* 1970)                                 | Architektin, Professorin | Professorin (Architektur) |  |
| Walter Gropius (1883–1969)                         | Architekt, Bauhaus-Gründer | Student (Architektur) |  |
| Gustav Gsaenger (1900–1989)                        | Architekt | Student (Architektur) |  |
| H                                                  | | |  |
| Matthias Haber (* 1976)                            | Architekt und Hochschullehrer | Korrekturassistent bei Bruno Krucker und Stephen Bates |  |
| Dieter Hanitzsch (* 1933)                          | Karikaturist | Student (Brauwesen) |  |
| Kurt Hansen (1910–2002)                            | Chemiker und Vorstandsvorsitzender der Bayer AG                                                                                    | Student |  |
| Wolfgang Hartke (1908–1997)                        | Geograph, Begründer der Sozialgeographie                                                                                           | Professor |  |
| Werner Heise (1944–2013)                           | Mathematiker | Professor |  |
| Wolfgang A. Herrmann (* 1948)                      | Chemiker, Hochschulreformer | Student, Doktorand, Professor und Präsident |  |
| Roman Herzog (1934–2017)                           | Bundespräsident (1994–1999) | Hochschulrat |  |
| Otto Hesse (1811–1874)                             | Mathematiker | Professor |  |
| Heinrich Himmler (1900–1945)                       | Politiker, Kriegsverbrecher | Student (Landwirtschaft) |  |
| Dieter Hoff (* 1939)                               | Medienmanager, Technischer Direktor des WDR                                                                                        | Student, Doktorand |  |
| Richard Hoisl (* 1932)                             | Bodenordnung und Landentwicklung                                                                                                   | Professor |  |
| Robert Huber (* 1937)                              | Chemiker, Nobelpreis für Chemie (1988)                                                                                             | Student, Doktorand, Habilitand und Professor |  |
| Urs Hugentobler (* 1959)                           | Satellitengeodät | Professor |  |
| Peter Hutter (* 1984)                              | Architekt | Gastprofessor bei Uta Graff |  |
| Sepp Hochreiter (* 1967)                           | Informatiker | Student |  |
| Jörg Homeier (1942–2019)                           | Architekt und Professor | Student |  |
| J                                                  | | |  |
| Helmut Jahn (1940–2021)                            | Architekt | Student (Architektur) |  |
| Simon Jüttner (* 1982)                             | Architekt | Student (Architektur) |  |
| K                                                  | | |  |
| Henning Kagermann (* 1947)                         | Physiker, Manager (SAP) | Student |  |
| Walther Keßler (1930–2006)                         | Physiker, Professor, Präsident Hochschule für angewandte Wissenschaften München                                                    | Student |  |
| Wolfgang Ketterle (* 1957)                         | Physiker, Nobelpreis für Physik (2001)                                                                                             | Student |  |
| Uwe Kiessler (1937–2025)                           | Architekt | Student, Professor |  |
| Susanne Klatten (* 1962)                           | Unternehmerin (BMW, Altana) | Hochschulrätin |  |
| Felix Klein (1849–1925)                            | Mathematiker | Professor |  |
| Klaus Kleinfeld (* 1957)                           | Manager (Siemens) | Hochschulrat |  |
| Klaus von Klitzing (* 1943)                        | Physiker, Nobelpreis für Physik (1985)                                                                                             | Professor |  |
| Hubert Knackfuß (1866–1948)                        | Bauforscher, Archäologe | Professor |  |
| Ilse Knott-ter Meer (1899–1996)                    | Maschinenbau | Studentin, Diplom 1924 |  |
| Sebastian Kofink (* 1984)                          | Architekt | Student, Assistent von Uta Graff |  |
| Leo König                                          | Brauer, Leiter der König-Brauerei                                                                                                  | Student |  |
| Konrad Königsberger (1936–2005)                    | Mathematiker | Professor |  |
| Stephan Köppel (* 1963)                            | Architekt | Student der Architektur |  |
| Helmut Krcmar (* 1954)                             | Wirtschaftswissenschaftler, Bundesverdienstkreuz am Bande (2021)                                                                   | Professor |  |
| Franz Xaver Kreuter (1842–1930)                    | Bauingenieur | Professor |  |
| Franz Jakob Kreuter (1813–1889)                    | Bauingenieur | Student |  |
| Rudolf Kriß (1903–1973)                            | Diplomkaufmann, Volkskundler, Naziopfer                                                                                            | Student |  |
| Eberhard von Kuenheim (* 1928)                     | Manager | Ehrensenator |  |
| Michael Kumeth (* 1960)                            | Lyriker, Schriftsteller, Hörspielautor, Dramaturg und Regisseur                                                                    | Student der Verfahrenstechnik (1981–1985) |  |
| L                                                  | | |  |
| Heinrich Lampersberger (* 1933)                    | Diplomkaufmann, Jurist | Universitätssyndikus, Kanzler ab 1976 |  |
| Wilhelm Lampl (* 1914)                             | Verleger (Wila Verlag für Wirtschaftswerbung)                                                                                      | Ehrenbürger der TH München |  |
| Ernst Maria Lang (1916–2014)                       | Architekt, Karikaturist | Student, Assistent |  |
| Hans Laßleben (1908–1941)                          | Zeichenlehrer, Zeichner, Grafiker und Illustrator                                                                                  | Student |  |
| Waleska Leifeld (* 19??)                           | Architektin, Szenenbildnerin, Hochschullehrerin                                                                                    | Studentin (Architektur), Lehrauftrag bei Uta Graff und wissenschaftliche Mitarbeiterin bei Mark Michaeli |  |
| Katharina Leuschner                                | Architektin | Akademische Rätin bei Krucker Bates (2009–2014) |  |
| Kurt Liebermeister (* 1919)                        | Hygieniker und Mikrobiologe | Lehrstuhlinhaber |  |
| Carl von Linde (1842–1934)                         | Maschinenbauingenieur, Kältetechnikpionier                                                                                         | Professor |  |
| Peter Lockemann (1935–2025)                        | Informatiker | Student, Doktorand, Wissenschaftlicher Mitarbeiter |  |
| Mauritz Lüps (* 19??)                              | Architekt | Wissenschaftlicher Mitarbeiter bei Florian Nagler (seit 2013) |  |
| Wolf-Eckart Lüps (* 1944)                          | Architekt | Student |  |
| Tim Christian Lüth (* 1965)                        | Ingenieur und Informatiker | Professor (Medizintechnik) |  |
| Feodor Lynen (1911–1979)                           | Nobelpreis für Physiologie oder Medizin (1964)                                                                                     | Hochschullehrer |  |
| M                                                  | | |  |
| Holger Magel (* 1944)                              | Geodät | Professor |  |
| Heinz Maier-Leibnitz (1911–2000)                   | Physiker | Professor |  |
| Thomas Mann (1875–1955)                            | Schriftsteller, Nobelpreis für Literatur (1929)                                                                                    | Student |  |
| Hans Marko (1925–2017)                             | Nachrichtentechniker, Bundesverdienstkreuz am Bande (1994)                                                                         | Professor |  |
| Horst Karl Marschall (1931–2005)                   | Architekt und Denkmalpfleger | Student |  |
| Björn Martenson (* 1966)                           | Architekt und Hochschullehrer | Gastprofessor bei Dietrich Fink |  |
| Ernst May (1886–1970)                              | Architekt | Student |  |
| Ernst Mayr (* 1950)                                | Informatiker | Professor |  |
| Otto Meitinger (1927–2017)                         | Architekt und Denkmalpfleger | Professor, Präsident (1987–1995) |  |
| Irene Meissner (* 1961)                            | Architektin und Architekturhistorikerin                                                                                            | Wissenschaftliche Assistentin bei Theodor Hugues (1995–2001) und wissenschaftliche Mitarbeiterin (seit 2001) |  |
| Erich Mendelsohn (1887–1953)                       | Architekt | Student |  |
| Liqiu Meng                                         | Professorin für Kartographie | Vizepräsidentin der TUM seit 2008 |  |
| Willy Messerschmitt (1898–1978)                    | Maschinenbauingenieur, Flugzeugbauer                                                                                               | Student, Lehrbeauftragter |  |
| Eduard Metzger (1807–1894)                         | Architekt, Maler, Oberbaurat, Autor und Professor                                                                                  | |  |
| Joachim Milberg (* 1943)                           | Ingenieur, Manager (Aufsichtsratsvorsitzender BMW)                                                                                 | Professor (Fertigungstechnik) |  |
| Josef Miller (* 1947)                              | Landwirtschaftsminister | Student (Agrarwissenschaften) |  |
| Oskar von Miller (1855–1934)                       | Bauingenieur, Wasserkraftpionier                                                                                                   | Student |  |
| Rudolf Mößbauer (1929–2011)                        | Physiker, Nobelpreis für Physik (1961)                                                                                             | Student (Physik), Doktorand, Professor |  |
| Sebastian Multerer (* )                            | Architekt | Student (2001–2007), wissenschaftlicher Mitarbeiter bei Dietrich Fink (2010–2018) und Gastprofessor bei Dietrich Fink (2021–2022) |  |
| Karl Alexander Müller (1927–2023)                  | Nobelpreis für Physik (1987) | Ehrendoktor |  |
| N                                                  | | |  |
| Ludwig Narziß (1925–2022)                          | Brauwissenschaftler, Bundesverdienstkreuz am Bande (2007)                                                                          | Student, Doktorand, Professor |  |
| Erwin Neher (* 1944)                               | Physiker, Nobelpreis für Physiologie oder Medizin (1991), Direktor am Max-Planck-Institut für biophysikalische Chemie in Göttingen | Student |  |
| Georg Nemetschek (* 1934)                          | Bauingenieur, Professor an der Fachhochschule München, Gründer des Bausoftwareunternehmens Nemetschek SE                           | Student |  |
| Winfried Nerdinger (* 1944)                        | Architekturhistoriker, u. a. Bayerischer Staatspreis für Architektur (2011)                                                        | Student, Assistent, Professor |  |
| Christian Neuburger (* 1971)                       | Architekt | Student |  |
| Clemens Nuyken (* 1976)                            | Architekt | Akademischer Rat bei Bruno Krucker und Stephen Bates (2009–2013) |  |
| Josef A. Nossek (* 1947)                           | Präsident des Verbandes der Elektrotechnik Elektronik Informationstechnik, Bundesverdienstkreuz am Bande (2008)                    | Professor |  |
| Ryōji Noyori (* 1938)                              | Chemiker, Nobelpreis für Chemie (2001)                                                                                             | Ehrendoktor |  |
| O                                                  | | |  |
| Rudolf Ortner (1912–1997)                          | Architekt, Maler, Fotograf | Professor |  |
| P                                                  | | |  |
| Hans W. Pabst (* 1923)                             | Mediziner | Ordinarius für Nuklearmedizin |  |
| Roland Pail (* 1972)                               | Geophysiker | Professor |  |
| Wolfgang Paul (1913–1993)                          | Nobelpreis für Physik (1989) | Student (Agrarwissenschaft) |  |
| Klaus Dieter Pfeffer (* 1962)                      | Mediziner, Immunologe und Molekularbiologe                                                                                         | Professor |  |
| Friedrich Pfeiffer (* 1935)                        | Ingenieur | Professor |  |
| Heinrich von Pierer (* 1941)                       | Manager (Vorstandsvorsitzender Siemens)                                                                                            | Verwaltungsrat |  |
| Bernd Pischetsrieder (* 1948)                      | Manager (Vorstandsvorsitzender BMW, Volkswagen)                                                                                    | Student |  |
| Ludwig Prandtl (1875–1953)                         | Vater der Strömungsmechanik | Student |  |
| Albert Probst (1931–2015)                          | Politiker | Student (Agrarwissenschaft) |  |
| Franz Xaver Proebst (1886–19??)                    | Architekt | Professor |  |
| R                                                  | | |  |
| Ernst Rattenhuber (1887–1951)                      | Landwirtschaftsminister | Student (Landwirtschaft) |  |
| Walther Rathenau (1867–1922)                       | Industrieller und Politiker | Student (Maschinenbau) |  |
| Friedrich Ratzel (1844–1904)                       | Zoologe und Geograph | Forscher, Dozent |  |
| Bernd Rauch (* 1943)                               | Vizepräsident FC Bayern München, Bauherr der Allianz Arena, stellv. Vorsitzender Stiftung Deutsche Sporthilfe                      | Student, Architekt |  |
| Josef H. Reichholf (* 1945)                        | Zoologe, Evolutionsbiologe, Ökologe                                                                                                | Professor |  |
| Norbert Reithofer (* 1956)                         | Vorstandsvorsitzender BMW | Student, Doktorand |  |
| Wolfgang Reitzle (* 1949)                          | Vorstandsvorsitzender Linde | Student, Honorarprofessor |  |
| Herbert Rimpl (1902–1978)                          | Architekt | Student |  |
| Randolf Rodenstock (* 1948)                        | Unternehmer | Student (Physik) |  |
| Michael Rothballer (* 1974)                        | Mikrobiologe und Schriftsteller | Student (Mikrobiologie) |  |
| Ernst Ruska (1906–1988)                            | Physiker, Nobelpreis für Physik (1986)                                                                                             | Student (Elektrotechnik) |  |
| S                                                  | | |  |
| Hans Sauer (1923–1996)                             | Erfinder | Student (Feinmechanik/Optik) |  |
| Friedrich Schadeberg (1920–2018)                   | Brauunternehmer | Student |  |
| Karlheinz Schaechterle (* 1920)                    | Ingenieur | ordentlicher Professor für Verkehrsplanung und -wesen |  |
| Helmut Schaefer (1926–2006)                        | Ingenieur | Professor |  |
| Anne-Christin Scheiblauer (* 194?)                 | Architektin und Städteplanerin | Studentin (–1972) und wissenschaftliche Assistentin bei Fred Angerer (1980–1986) |  |
| Peter Scheller (* 1968)                            | Architekt | Student (1992–1999), Korrekturassistent bei Bruno Krucker und Stephen Bates (2010–2012), Gastprofessor bei Mark Michaeli (2017) und Vertretungsprofessor (2018) |  |
| Matthäus Schilcher (* 1947)                        | Geoinformatiker | Professor |  |
| Karl Schlör von Westhofen-Dirmstein (1910–1997)    | Ingenieur | Student |  |
| Ursula Schmidt-Tintemann (1924–2017)               | Medizinerin, Plastische Chirurgin                                                                                                  | Professorin |  |
| Josef Adolf Schmoll genannt Eisenwerth (1915–2010) | Kunsthistoriker | Professor (Kunstgeschichte) |  |
| John Robert Schrieffer (1931–2019)                 | Nobelpreis für Physik (1972) | Ehrendoktor |  |
| Axel Schumacher (* 1969)                           | Chemiker | Professor |  |
| Winfried Otto Schumann (1888–1974)                 | Physiker, Voraussage der Schumann-Resonanz                                                                                         | Professor |  |
| Franz Schwabl (1938–2009)                          | Physiker | Professor |  |
| Florian Seitz (* 1976)                             | Geodät | Student, Doktorand, Professor |  |
| Barry Sharpless (* 1941)                           | Nobelpreis für Chemie (2001) | Ehrendoktor |  |
| Ernst von Siemens (1903–1990)                      | Industrieller, Gründer der Carl Friedrich von Siemens Stiftung                                                                     | Student |  |
| Hans Simmer (1877–?)                               | Geograph, Pädagoge | Student |  |
| Albert Speer (1905–1981)                           | Architekt, Rüstungsorganisator in der Zeit des Nationalsozialismus, ab 1942 Reichsminister für Bewaffnung und Munition             | Student |  |
| Karl Graf von Spreti (1907–1970)                   | Architekt, Politiker, Diplomat | Student |  |
| Hans Staehler (1898–1969)                          | Agrarwissenschaftler | Student (Landwirtschaft) |  |
| Melitta Schenk Gräfin von Stauffenberg (1903–1945) | Versuchspilotin | Studentin (Mathematik, Physik, Flugmechanik) |  |
| Karl Stetter (* 1941)                              | Biologe | Student, Doktorand |  |
| Uwe Stilla (1957–2023)                             | Geoinformatiker | Professor |  |
| Josef Peter Meier-Scupin                           | Architekt, BDA Bayern Vorsitzender zw. 1999 und 2006                                                                               | Student zw. 1975–1985 |  |
| T                                                  | | |  |
| August Thiersch (1843–1917)                        | Architekt | Professor |  |
| Friedrich von Thiersch (1852–1921)                 | Architekt | Professor |  |
| Paul Thiersch (1879–1928)                          | Architekt | Student |  |
| Alexander Tochtermann (* 1984)                     | Architekt, Hochschullehrer | Wissenschaftlicher Mitarbeiter bei Uta Graff |  |
| Fritz Todt (1891–1942)                             | Bauingenieur, Generalinspektor für das deutsche Straßenwesen                                                                       | Student, Doktorand |  |
| Carl August Traenkle (* 1905)                      | Ingenieur (Flug- und Raummechanik)                                                                                                 | ordentlicher Professor für Flugmechanik und Regelung |  |
| Anna-Elisabeth Trappe (* 1939)                     | Medizinerin, Neurochirurgin | Professorin |  |
| V                                                  | | |  |
| Walter de Vries                                    | Geodät | Professor |  |
| W                                                  | | |  |
| Ulrich Walter (* 1954)                             | Physiker, Astronaut | Professor (Raumfahrttechnik) |  |
| Konrad Weckerle (1941–2023)                        | Manager, Jurist | Honorarprofessor |  |
| Robert Klaus Freiherr von Weizsäcker (* 1954)      | Volkswirt, Fernschach-Großmeister                                                                                                  | Professor (Volkswirtschaftslehre) |  |
| Lois Welzenbacher (1889–1955)                      | Architekt | Student |  |
| Heinrich Wieland (1877–1957)                       | Chemiker, Nobelpreis für Chemie (1927)                                                                                             | Professor |  |
| Wolfgang Wild (1930–2023)                          | Atomphysiker | Präsident |  |
| Horst Wildemann (* 1942)                           | Logistiker, Unternehmer | Professor (Logistik) |  |
| Juliane C. Wilmanns (1945–2008)                    | Medizinhistorikerin | Professorin |  |
| Erich Wintermantel (1956–2022)                     | Maschinenbauingenieur, Arzt | Professor (Medizintechnik) |  |
| Grete Wirsing (1921–2009)                          | Architektin, Malerin, Zeichnerin                                                                                                   | Studentin: 1940–1943 |  |
| Werner Wirsing (1919–2017)                         | Architekt, Honorarprofessor | Student: 1946–1949 |  |
| Philipp Wündrich (* 1980)                          | Architekt, Gastprofessor | Assistent von Florian Nagler |  |
| Z                                                  | | |  |
| Rudi Zagst (* 1961)                                | Professor des Jahres 2007 | Professor (Finanzmathematik) |  |
| Jonathan Zenneck (1871–1959)                       | Direktor des Physikalischen Instituts und der Funkstation am Herzogstand                                                           | Professor (Physik) |  |
| Wolfgang Ziebart (* 1950)                          | Vorstandsvorsitzender Infineon (2004–2008)                                                                                         | Student, Doktorand |  |